# Bulbine lagopus
Bulbine lagopus es una especie de planta herbácea perteneciente a la familia Xanthorrhoeaceae, subfamilia Asphodeloideae, que se encuentra en el sur de África.

## Descripción
Es una planta herbácea perennifolia, suculenta y geófita que alcanza un tamaño de  0.15 - 0.45 m de altura a una altitud de  15 - 1080 metros en el sur de África.

## Taxonomía
Bulbine lagopus fue descrita por (Thunb.) N.E.Br. y publicado en Bull. Misc. Inform. Kew 1931: 195, en el año 1931.
Sinonimia
- Anthericum lagopus Thunb.
- Bulbine caespitosa Baker
- Bulbine graminea Haw.[4]